# Julien Stopyra
Julien Stopyra est un footballeur français d'origine polonaise, né le 10 janvier 1933 à Montceau-les-Mines dans le département de Saône-et-Loire et mort le 24 janvier 2015 à Guidel,. Il évolue au poste d'attaquant du début des années 1950 à la fin des années 1960.
Après des débuts au RC Lens, il évolue notamment à l'AS Monaco, à l'AS Troyes-Savinienne et à l'US Forbach avant de terminer sa carrière au FC Dieppe en tant qu'entraîneur-joueur.
Surnommé Youlek, il est le père de l'international Yannick Stopyra, il compte une sélection en équipe de France.

## Carrière de joueur
- 1951-1954 : RC Lens
- 1954-1957 : AS Monaco
- 1957-1960 : FC Sochaux
- 1960-1962 : AS Troyes-Savinienne
- 1962-1963 : Olympique de Marseille
- 1963-1964 : FC Grenoble (en division 2)
- 1964-1966 : US Forbach (en division 2)
- 1966-1968 : FC Lorient
- 1968-1969 : FC Dieppe, joueur-entraîneur en CFA
- 1970 : USSC Redon[4]

## Liste des matchs internationaux
| Match international de Julien Stopyra | Match international de Julien Stopyra | Match international de Julien Stopyra | Match international de Julien Stopyra | Match international de Julien Stopyra | Match international de Julien Stopyra | Match international de Julien Stopyra |
|                                       | Date                                  | Lieu                                  | Adversaire                            | Résultat                              | Compétition                           | Notes                                 |
| ------------------------------------- | ------------------------------------- | ------------------------------------- | ------------------------------------- | ------------------------------------- | ------------------------------------- | ------------------------------------- |
| 1.                                    | 12 octobre 1960                       | Stade Saint-Jacques, Bâle, Suisse     | Suisse                                | 6 - 2                                 | Match amical                          | Titulaire                             |